# Новобританский ястреб
Новобританский ястреб (лат. Tachyspiza brachyura) — вид хищных птиц из семейства ястребиных (Accipitridae). Подвидов не выделяют. Распространён в Папуа — Новой Гвинее на островах Новая Британия и Новая Ирландия.

## Описание
Небольшой ястреб длиной 27—34 см и размахом крыльев от 50 до 62 см. Лапы длинные, средний палец длиннее остальных. Крылья короткие с относительно заостренными кончиками. Хвост очень короткий для представителей рода, длина хвоста 13—15 см. Половой диморфизм в окраске оперения не выражен. Верхняя часть тела однотонно черновато-серая с чётко очерченным рыжеватым воротником. Щёки сероватые. Горло серовато-белое. Нижняя часть тела бледно-серая с тёмными пятнами. Хвост серый. Радужная оболочка тёмно-красная, восковица зеленовато-жёлтая, ноги от жёлтого до оранжево-жёлтого цвета. 
У молодых особей тёмная макушка, рыжеватая верхняя часть тела с чёрными крапинками и бледно-охристая нижняя часть тела с тёмными прожилками. Глаза коричневые, восковица зеленоватая, ноги бледно-жёлтые.

## Распространение и места обитания
Новобританский ястреб обитает в субтропических и тропических лесах на островах Новая Британия и Новая Ирландия. Встречается преимущественно в горных лесах на высоте 1200—1800 метров над уровнем моря, хотя есть единичные наблюдения о встречах данного вида в низменных лесах. Биология не изучена.